# Смолицкий сельсовет
 Смо́лицкий сельсовет — административно-территориальная единица Быховского района Могилёвской области Белоруссии.

## Состав
Включает 11 населённых пунктов:
- Бовки — деревня.
- Ветренка — деревня.
- Добужа — деревня.
- Красница-1 — деревня.
- Красница-2 — деревня.
- Кузьковичи — деревня.
- Латколония — деревня
- Смолица — агрогородок.
- Трилесино — деревня.
- Ухлясть — посёлок.
- Хатмилье — деревня.